# Bitwa pod Chorzelami
Bitwa pod Chorzelami – walki Brygady Syberyjskiej płk. Kazimierza Rumszy z oddziałami sowieckiego III Korpusu Kawalerii Gaja Gaja w czasie pościgu prowadzonego w ramach operacji warszawskiej.

## Sytuacja ogólna

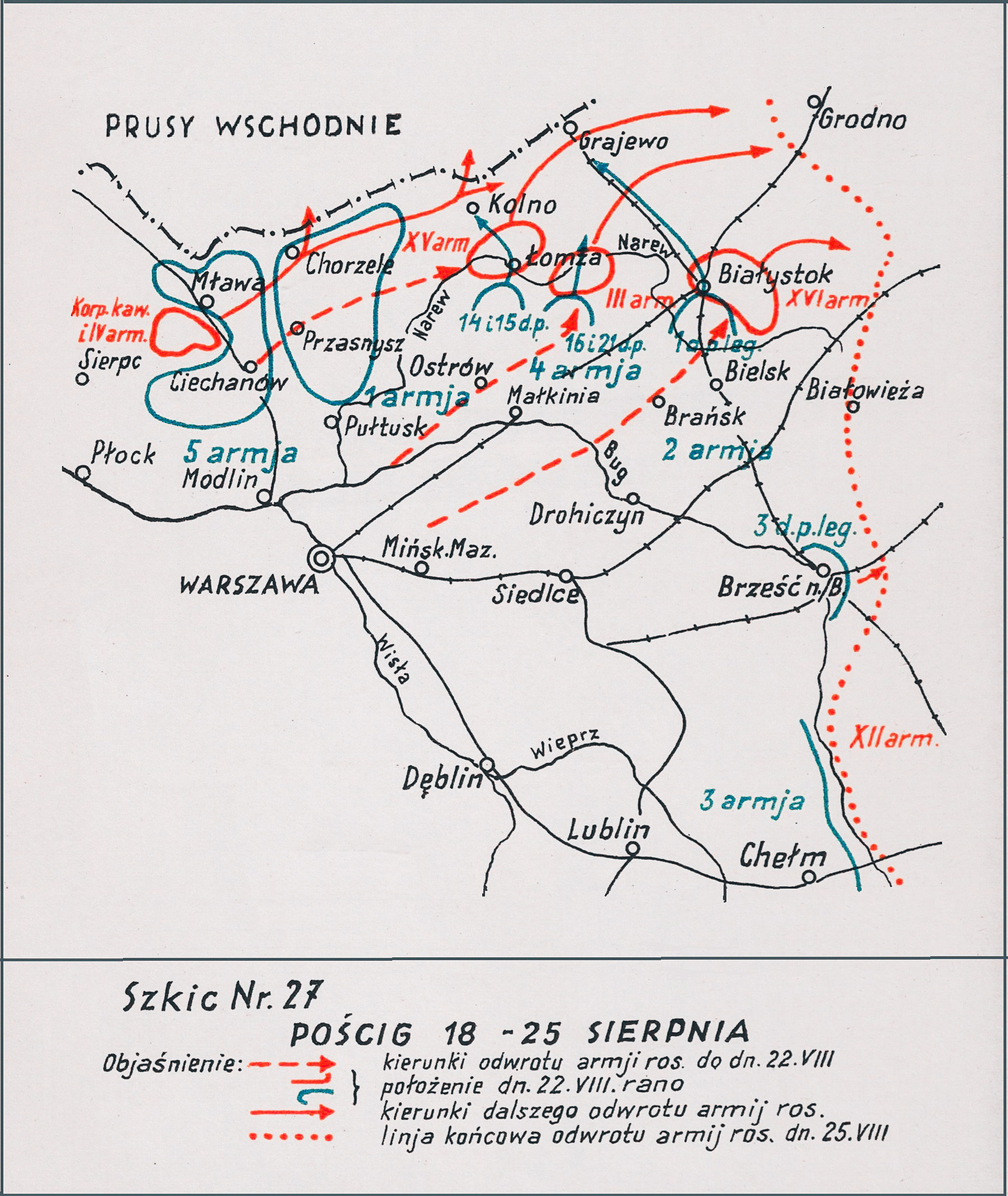
Adam Przybylski, Wojna Polska 1918–1921

4 lipca 1920 ruszyła II ofensywa sowieckiego Frontu Zachodniego pod hasłem: Na zachodzie ważą się losy wszechświatowej rewolucji – po trupie Polski wiedzie droga do wszechświatowego pożaru... Na Wilno – Mińsk – Warszawę – marsz!. W pierwszej dekadzie lipca przełamany został front polski nad Autą, a wojska Frontu Północno-Wschodniego gen. Stanisława Szeptyckiego cofały się pod naporem ofensywy czerwonoarmistów Michaiła Tuchaczewskiego.
Kolejne próby zatrzymania wojsk sowieckich prących na zachód nie przynosiły spodziewanych rezultatów. Obchodzący ugrupowanie obronne od północy III Korpus Kawalerii Gaja wymuszał dalszy odwrót wojsk polskich. Tempo natarcia wojsk sowieckich, jak na owe czasy, wydawało się oszałamiające i wynosiło ok. 20–30 km na dobę.
Wojsko Polskie traciło kolejno „linię dawnych okopów niemieckich”, linię Niemna i Szczary, czy wreszcie linię Bugu. Wojska polskie cofały się nadal, a kolejną naturalną przeszkodą terenową dogodną do powstrzymania sowieckiej ofensywy była Wisła. W godzinach wieczornych 6 sierpnia Naczelne Dowództwo Wojska Polskiego wydało rozkaz do przegrupowania i reorganizacji wojsk.
Planując stoczenie generalnej bitwy z sowieckimi wojskami Frontu Zachodniego nad Wisłą, Józef Piłsudski nakazał utworzenie 5 Armii z zadaniem osłony północnego skrzydła frontu polskiego między granicą pruską a Bugiem. Energicznie prowadzone przez nieprzyjaciela natarcie, zmusiło gen. Władysława Sikorskiego do oparcia obrony na Wkrze – ostatniej większej przeszkodzie wodnej przed Wisłą. 14 sierpnia dowódca 5 Armii gen. Władysław Sikorski otrzymał od dowódcy Frontu Północnego gen. Józefa Hallera rozkaz uderzenia na 15 Armię Augusta Korka.
Dwa dni później ruszyła kontrofensywa znad Wieprza. Zmieniło to radykalnie losy wojny. Od tego momentu Wojsko Polskie było w permanentnej ofensywie.
W ostatniej fazie bitwy nad Wisłą grupa gen. Aleksandra Osińskiego została skierowana ku granicy pruskiej w celu odcięcia odwrotu cofających się znad dolnej Wisły sowieckiej 4 Armii Aleksandra Szuwajewa i III Korpusu Kawalerii Gaja Gaja.

## Walki pod Chorzelami

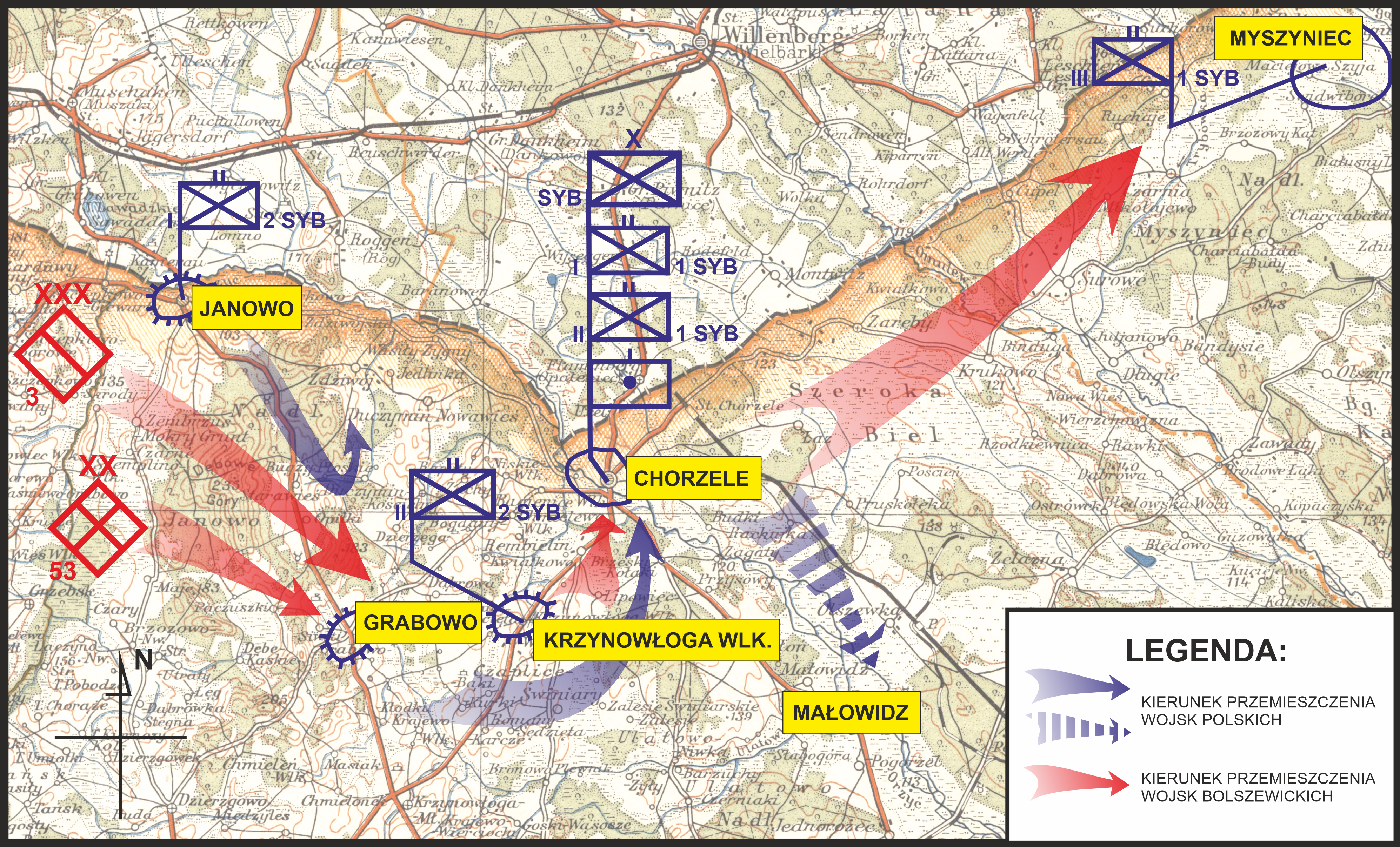
Bitwa pod Chorzelami

Nocą z 22 na 23 sierpnia Brygada Syberyjska przegrupowała się forsownym marszem z Makowa w rejon Chorzel. Jej oddziały rozrzucone były na przestrzeni ok. 20 km. Dowódca brygady płk Kazimierz Rumsza zarządził jednodniowy odpoczynek.
W Chorzelach stacjonował sztab brygady, dwa bataliony 1 Syberyjskiego pułku piechoty i bateria artylerii, w Myszyńcu rozlokował się III batalion z jednym działem, Krzynowłogę Wielką obsadził II/2 Syberyjskiego pp z dwoma działami, a I batalion zatrzymał się w Janowie. Wysłano też patrole w celu nawiązania łączności z 17 Dywizją Piechoty.
Wieczorem 22 sierpnia pod Krzynowłogami pojawiły się ubezpieczenia czołowe sowieckiej kawalerii. W nocy do dowódcy polskiej brygady doszły informacje o porażce 202 pułku piechoty pod Grabowem i przebiciu się oddziałów III Korpusu Kawalerii przez zaporę 18 Dywizji Piechoty pod Wyszynami i Szydłowem. Drogą na Chorzele maszerowały przemieszane oddziały piechoty i tabory sowieckiej 53 Dywizji Strzelców, a po jej obu stronach przemieszczała się kawaleria Gaja.
Rano 23 sierpnia oddziały korpusu Gaja uderzyły na Krzynowłogę Wielką. Dobrze zorganizowana obrona 2 Syberyjskiego pp powstrzymała kozaków. Kawaleria sowiecka cofnęła się na południowy zachód. Pułkownik Rumsza niewłaściwie ocenił sytuację i wydał rozkaz rozpoczęcia pościgu za czerwonoarmistami. II batalion opuścił dogodne stanowiska obronne i skierował się na Grabowo – Dąbrownę. Tam trafił wprost na główne siły korpusu Gaja. W ciągu niespełna pół godziny batalion został rozbity, a jego żołnierze zaczęli w nieładzie wycofywać się do Chorzel.
Do obrony Chorzel stanęli nie tylko żołnierze syberyjskiego pułku, ale i różnych służb (łącznościowcy, kucharze, pisarze itp.). Około 9.00 na miasto uderzyła sowiecka kawaleria.
Najcięższe walki toczono o pobliski lasek. Na broniący go 1 Syberyjski pp skoncentrowało swój ogień pięć baterii artylerii korpusu Gaja. Około południa polski pułk wycofał się z lasku i nastąpiła godzinna przerwa w walce.
W tym czasie płk Rumsza podjął mocno spóźnioną decyzję ściągnięcia do Chorzel innych oddziałów brygady. Do miasta dotarły tylko resztki pobitego II batalionu. Około 13.00 Sowieci wznowili natarcie. W trakcie pięciogodzinnych walk Polacy odrzucili kilka zmasowanych ataków kawalerii. Jednak około 17.00 obrońcom zaczęło brakować amunicji i płk Rumsza musiał wycofać swoje oddziały na skraj lasu na południe od Chorzel.
Dopiero około 19.00 w miejsce bitwy przybył I/2 Syberyjskiego pp. Po wymianie ognia w oddziałami 3 KK wycofał się w kierunku granicy pruskiej.
W nocy z 23 na 24 sierpnia zarządzono odwrót całej Brygady Syberyjskiej w kierunku na Małowidz. Maszerowano bocznymi drogami, a z pomocą w roli przewodników spieszyła miejscowa ludność.

## Bilans walk
Porażka Brygady Syberyjskiej pod Chorzelami umożliwiła sowieckiemu III Korpusowi Kawalerii kontynuowanie odwrotu na wschód.
Naczelne Dowództwo Wojska Polskiego musiało utworzyć w rejonie Kolna i Łomży kolejny pierścień okrążenia złożony z oddziałów 14. i 15 Dywizji Piechoty. Pod Chorzelami utworzono tzw. grupę chorzelską w składzie 70 pułk piechoty i dywizjon 17 pułku artylerii polowej. Grupa opanowała Chorzele 24 sierpnia. Wzięto jeńców, cztery porzucone działa i dwa samochody.
W boju Brygada Syberyjska straciła 59 poległych, 241 rannych, 150 jeńców, kilkanaście ckm.
Komunikat prasowy Sztabu Generalnego z 24 sierpnia 1920 donosił:

[...] oddziały 4-ej armji sowieckiej zebrawszy się w silną grupę, zdołały po zaciętych, kilkanaście godzin trwających, walkach przebić się w rejonie Chorzel w kierunku na Kolno, obsadzone już przez znaczniejsze siły naszej 4-tej armji.